# Hiang'a Mbock
Hiang'a Mananga Mbock (Brest, 28 dicembre 1998) è un calciatore francese, centrocampista del Brest.

## Biografia
Nato in Francia da genitori di origini camerunesi, è fratello di Griedge Mbock Bathy, calciatrice della nazionale francese.

## Carriera
Prodotto del settore giovanile dell'AS Brestoise, nel 2017 è stato acquistato dal Brest che lo ha aggregato alla propria seconda squadra militante nella quarta divisione francese. Il 30 ottobre 2019 ha debuttato in prima squadra disputando l'incontro di Coupe de la Ligue vinto ai rigori contro il Metz mentre il 23 novembre seguente ha esordito anche in Ligue 1 disputando l'incontro casalingo pareggiato 1-1 contro il Nantes.
L'11 gennaio 2020 ha trovato la sua prima rete fra i professionisti, segnando il gol del momentaneo 4-2 nella trasferta di campionato giocata contro il Tolosa. Il 18 maggio seguente ha rinnovato il contratto con il club biancorosso fino al 2024.

## Statistiche

### Presenze e reti nei club
Statistiche aggiornate al 9 aprile 2023.
| Stagione        | Squadra         | Campionato      | Campionato | Campionato | Coppe nazionali | Coppe nazionali | Coppe nazionali | Coppe continentali | Coppe continentali | Coppe continentali | Altre coppe | Altre coppe | Altre coppe | Totale | Totale | Totale |
| Stagione        | Squadra         | Comp            | Pres       | Reti       | Comp            | Pres            | Reti            | Comp               | Pres               | Reti               | Comp        | Pres        | Reti        | Pres   | Reti   |        |
| --------------- | --------------- | --------------- | ---------- | ---------- | --------------- | --------------- | --------------- | ------------------ | ------------------ | ------------------ | ----------- | ----------- | ----------- | ------ | ------ | ------ |
| 2017-2018       | Brest 2         | N3              | 1          | 0          |                 | -               | -               |                    | -                  | -                  |             | -           | -           | 1      | 0      |        |
| 2018-2019       | Brest 2         | N3              | 22         | 4          |                 | -               | -               |                    | -                  | -                  |             | -           | -           | 22     | 4      |        |
| 2019-2020       | Brest 2         | N3              | 7          | 3          |                 | -               | -               |                    | -                  | -                  |             | -           | -           | 7      | 3      |        |
| 2020-2021       | Brest 2         | N3              | 0          | 0          |                 | -               | -               |                    | -                  | -                  |             | -           | -           | 0      | 0      |        |
| 2021-2022       | Brest 2         | N3              | 2          | 0          |                 | -               | -               |                    | -                  | -                  |             | -           | -           | 2      | 0      |        |
| Totale Brest 2  | Totale Brest 2  | Totale Brest 2  | 32         | 7          |                 | -               | -               |                    | -                  | -                  |             | -           | -           | 32     | 7      |        |
| 2019-2020       | Brest           | L1              | 2          | 1          | CF+CdL          | 0+3             | 0               |                    | -                  | -                  |             | -           | -           | 5      | 1      |        |
| 2020-2021       | Brest           | L1              | 12         | 0          | CF              | 1               | 0               |                    | -                  | -                  |             | -           | -           | 13     | 0      |        |
| 2021-2022       | Brest           | L1              | 14         | 0          | CF              | 3               | 0               |                    | -                  | -                  |             | -           | -           | 17     | 0      |        |
| ago. 2022       | Brest           | L1              | 2          | 0          | CF              | -               | -               |                    | -                  | -                  |             | -           | -           | 2      | 0      |        |
| Totale Brest    | Totale Brest    | Totale Brest    | 30         | 1          |                 | 7               | 0               |                    | -                  | -                  |             | -           | -           | 37     | 1      |        |
| ago. 2022-2023  | Caen 2          | N2              | 1          | 0          |                 | -               | -               |                    | -                  | -                  |             | -           | -           | 1      | 0      |        |
| ago. 2022-2023  | Caen            | L2              | 19         | 0          | CF              | 2               | 0               |                    | -                  | -                  |             | -           | -           | 21     | 0      |        |
| Totale carriera | Totale carriera | Totale carriera | 82         | 8          |                 | 9               | 0               |                    | -                  | -                  |             | -           | -           | 91     | 8      |        |